# Токарев, Максим Николаевич
Максим Николаевич Токарев (род. 7 октября 1981, Тольятти) — российский футболист, полузащитник.

## Карьера
Воспитанник тольяттинских СДЮШОР-4 и ДЮСШ № 6 «Юника». В 1999 году дебютировал в составе «Лады», с которой вышел в первый дивизион, где за два следующих сезона в 38 играх забил шесть мячей. В 2002—2003 годах играл за команду второго дивизиона «Содовик» Стерлитамак — 47 игр, 12 голов. В 2004 году перешёл в клуб первого дивизиона «КАМАЗ» Набережные Челны, откуда во второй половине 2005 года перешёл в «Носту» Новотроицк из второго дивизиона. В 2006 году вернулся в «Ладу», с которой вылетел во второй дивизион, где провёл следующие 2,5 сезона. В середине 2009 года перешёл в «Горняк» Учалы, за который во втором дивизионе отыграл три года, в розыгрыше Кубка России 2010/11 дошел с командой до 1/8 финала, где «Горняк» уступил «Алании» 0:0, 4:5 по пенальти, а на предыдущей стадии забил победный мяч в ворота московского «Локомотива». Профессиональную карьеру завершил в «Ладе», где в сезонах 2012/13 — 2015/16 в Первенстве ПФЛ сыграл 80 игр, забил 9 мячей.
Провёл три матча на чемпионате Европы 2000 (юноши до 18 лет) — во всех играх был заменён по ходу второго тайма.
По состоянию на октябрь 2017 — апрель 2018 года — начальник команды «Лада-Тольятти». С марта 2019 года — в клубе «Акрон» Тольятти, начальник команды, заместитель генерального директора по административным вопросам.